# Batalla de Pons Aureoli
Trebel·li Pol·lió, un dels autors de la Història Augusta que va viure en temps de Constantí I el Gran, va explicar les vides dels emperadors romans Valerià I, Valerià el Jove, de Gal·liè, dels trenta tirans i de Claudi el Gòtic.
Diu que després de la derrota i empresonament de Valerià I pel rei persa Sapor I l'any 260, les legions situades en diferents punts de l'Imperi, van proclamar emperador a diferents candidats, cadascuna al seu general. Un d'aquests generals, Aureol, va ser proclamat emperador per les legions d'Il·líria. Segons Pol·lió, el fet va tenir lloc entre els anys 267 i 268, però Aureli Víctor diu que va passar el 261. Aureol es va apoderar del nord d'Itàlia cap a l'any 267, segons Trebel·li Pol·lió, i el 268 l'emperador Gal·liè el va derrotar vora Milà. Aureol es va refugiar a la ciutat i Gal·liè la va assetjar, i durant el setge Gal·liè va morir assassinat pels seus propis homes. Però Aureol no se'n va lliurar doncs Claudi II el Gòtic va continuar la lluita i Aureol va morir en un enfrontament contra l'exèrcit de Claudi II, entre Mediolànum i Bergamun, en un lloc anomenat Pons Aureoli, que correspondria a la moderna ciutat de Pontirolo.